# Stor-Djupsjön
Stor-Djupsjön är en sjö i Vilhelmina kommun i Lappland och ingår i Ångermanälvens huvudavrinningsområde. Sjön har en area på 0,191 kvadratkilometer och ligger 344,5 meter över havet.

## Delavrinningsområde
Stor-Djupsjön ingår i det delavrinningsområde (717000-152787) som SMHI kallar för Mynnar i Malgomaj. Medelhöjden är 357 meter över havet och ytan är 9,2 kvadratkilometer. Räknas de 18 avrinningsområdena uppströms in blir den ackumulerade arean 287,59 kvadratkilometer. Laxbäcken som avvattnar avrinningsområdet har biflödesordning 2, vilket innebär att vattnet flödar genom totalt 2 vattendrag innan det når havet efter 294 kilometer. Avrinningsområdet består mestadels av skog (56 procent) och öppen mark (13 procent). Avrinningsområdet har 1,5 kvadratkilometer vattenytor vilket ger det en sjöprocent på 16,3 procent.